# Prst
Prsti su krajnji dijelovi ruke ili noge, broj im varira od 3-5 (ljudi imaju po 5 prstiju na svakoj ruci i nozi).

## Prsti
Svaki prst čovjeka ima jedinstveno kulturno i funkcionalno značenje. 
|  | 1. palac 2. kažiprst 3. srednjak 4. prstenjak 5. mali prst |